# Varjota (kommun)
Varjota är en kommun i Brasilien.   Den ligger i delstaten Ceará, i den östra delen av landet, 1 500 km nordost om huvudstaden Brasília. Antalet invånare är 17 584.
Följande samhällen finns i Varjota:
- Varjota

Trakten runt Varjota består huvudsakligen av våtmarker. Runt Varjota är det ganska glesbefolkat, med 21 invånare per kvadratkilometer.